# Philiscos de Corcyre
Pour les articles homonymes, voir Philiscos.
Philiscos (en grec: Φίλικος; en latin: Philiscus Corcyraeus ou Philiscus Epigrammaticus) est un poète grec du IIIe siècle av. J.-C. et l'un des sept poètes de la Pléiade tragique et de la Pléiade poétique selon le canon alexandrin. 
La manière d'écrire son nom est controversée, Φιλίσκος ou Φίλικος ; la première semble la plus juste, mais le poète utilisait la seconde à cause de la métrique.[réf. nécessaire]

## Biographie
On ne connaît presque rien de Philiscos, sinon qu'il serait probablement né à Corcyre, l'actuelle Corfou, et qu'il aurait été prêtre de Déméter et prêtre de Dionysos, puisqu'il est présent aux pompes dionysiaques instituées au début du règne de Ptolémée Philadelphe. Il était poète tragique à la cour de Ptolémée II Philadelphe à Alexandrie, roi de 285 à 247, comme nous l'indique la Souda, encyclopédie byzantine du Xe siècle. Il a ainsi assisté à la procession dionysiaque de Ptolémée Philadelphe.
Un certain nombre de tragédies lui sont attribuées, de vingt-quatre à quarante-deux, selon les sources. Elles n'étaient pas destinées à la représentation scénique, mais à la lecture publique et aucune d'entre elles ne nous est parvenue. Peut-être la tragédie Thémistocle est-elle de lui plutôt que de Philiscos d'Athènes qui est un poète comique, alors que le sujet est tragique. C'est à lui qu'on attribue l'hexamètre choriambique (tétrasyllabique, une syllabe longue, deux syllabes brèves et une syllabe longue), mètre appelé « philicien » par les grammairiens antiques d’après son nom; mais selon Héphestion il était déjà employé par Simmias de Rhodes, mais pas pour des poèmes entiers.

## Hymne à Déméter

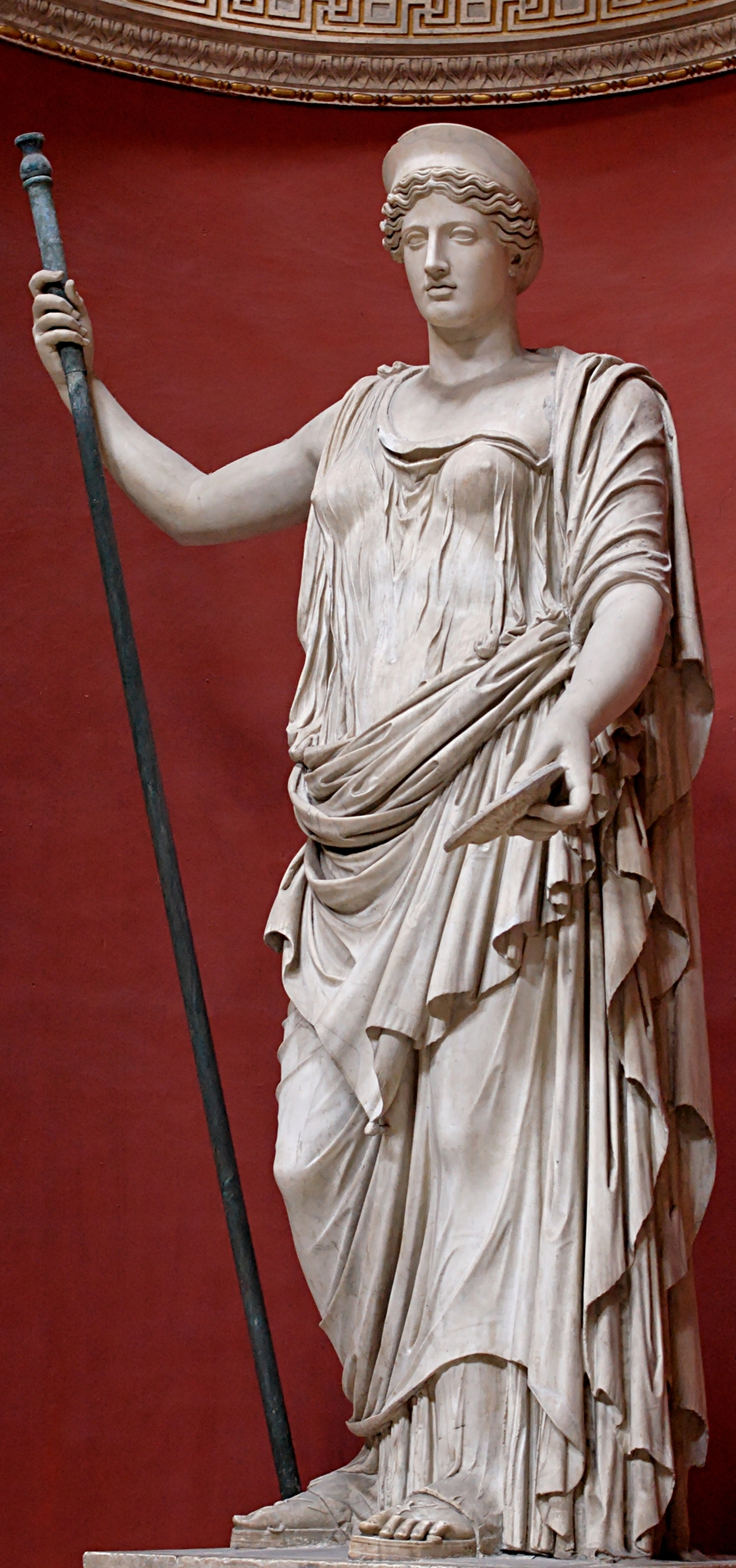
Statue de Déméter du musée Pio-Clementino.

Il nous reste de Philiscos un Hymne à Déméter en hexamètre choriambique provenant de deux papyrus égyptiens du IIIe siècle av. J.-C., contemporains de la période de la composition, dont l'un a été retrouvé par Medea Norsa en 1927. Il demeure de l'Hymne à Déméter soixante-deux vers, dont cinquante sont lacunaires,. L'identification a été rendue possible grâce au premier vers cité par Héphestion. La majeure partie du chant sacré est tellement lacunaire, qu'il est impossible d'en restituer la totalité du contenu ; il traite du mythe de la séquestration de Perséphone (fille de Déméter) par Hadès. On y trouve aussi des références aux mystères d'Éleusis et au culte de Déméter.

## Source
- (it) Cet article est partiellement ou en totalité issu de l’article de Wikipédia en italien intitulé « Filico di Corcira » (voir la liste des auteurs).